# 阿米塔·阿查亚
阿米塔·阿查亚（1962年—）是一位印度裔加拿大学者和作家，美利坚大学国际关系学教授，担任该校与联合国教育、科学及文化组织联络员。

## 代表作品
- 《建构安全共同体：东盟与地区秩序》（Constructing a Security Community in Southeast Asia: ASEAN and the Problem of Regional Order）
- 《重新思考世界政治中的权力、制度与观念》（Rethinking Power, Institutions and Ideas in World Politics: Whose IR?）
- 《美国世界秩序的终结》（The End of American World Order）
- 《建构全球秩序：世界政治中的施动性与变化》（Constructing Global Order: Agency and Change in World Politics）
- 《全球国际关系学的构建：百年国际关系学的起源和演进》（The Making of Global International Relations: Origins and Evolution of IR at its Centenary，与巴里·布赞合著）